# Pseudoloricaria laeviuscula
Pseudoloricaria laeviuscula är en fiskart som först beskrevs av Valenciennes, 1840.  Pseudoloricaria laeviuscula ingår i släktet Pseudoloricaria och familjen Loricariidae. Inga underarter finns listade i Catalogue of Life.